# 2018년 동계 올림픽 봅슬레이 남자 4인승
2018년 동계 올림픽의 봅슬레이 남자 4인승 종목은 2018년 2월 24일부터 2월 25일까지 대한민국 평창군 알펜시아 슬라이딩 센터에서 진행되었다. 총 18개국 30팀 120명 선수가 참가하였다.
3차 시기까지의 경기 결과를 합산해 상위 20위까지의 팀이 4차 본선에 진출하였다. 본선에서 독일의 프리드리히 팀이 3:15.85의 종합기록으로 여유롭게 금메달을 따냈고, 대한민국의 원윤종 팀이 3:16.38의 종합기록 2위로 사상 첫 봅슬레이 메달 획득이라는 쾌거를 이뤘다. 또 이전까지 3위에 머무르던 독일의 발터 팀이 본선에서 기록단축에 성공하면서 원윤종팀과 동일 기록을 세웠고 공동 은메달을 따내게 되었다.

## 트랙 레코드
국제 올림픽 위원회에서 봅슬레이 기록을 올림픽 기록으로 인정하지 않기 때문에 국제 봅슬레이 연맹은 각 경기에서의 출발과 경기 결과 기록을 봅슬레이 기록으로 유지하고 있다.
| 종류      | 날짜            | 국적   | 기록    |
| --------- | --------------- | ------ | ------- |
| 출발      | 2018년 2월 25일 | 캐나다 | 4.86초  |
| 경기 결과 | 2018년 2월 24일 | 독일   | 48.54초 |

## 예선 통과 국가
2017-18시즌 (월드컵, 유럽대회, 아메리카컵 포함)에서 상위 세 국가는 총 세 팀까지 내보낼 수 있다. 그 다음 여섯 국가는 두 팀을 내보내며, 그 이후의 순위는 남은 아홉 팀의 출전권이 떨어질 때까지 고루 배정된다. 단 대한민국은 개최국 지위로서 팀이 자동 진출된다.
| 세 팀 출전 국가 - 독일 - 캐나다 - 미국 | 두 팀 출전 국가 - 라트비아 - 영국 - 러시아 출신 - 오스트레일리아 - 스위스 - 체코 | 한 팀 출전 국가 - 프랑스 - 브라질 - 이탈리아 - 중화인민공화국 - 크로아티아 - 루마니아 - 오스트레일리아 - 폴란드 - 대한민국 |

## 결과
2월 24일 오전 9시 30분부터 1,2차 시도를, 2월 25일 오전 9시 30분부터 3,4차 시도를 진행했다.
각 기록의 시간 위에 표시된 이탤릭체는 그 시기에서의 스타트 시간을 의미한다. SR - 스타트 기록, TR - 트랙 기록. 각각의 시간 중 가장 좋은 기록은 굵은 글씨로 표시했다.
| 순위 | 번호 | 국가           | 이름                                                                               | 1차      | 2차   | 3차   | 4차   | 합계    | 차이  |
| ---- | ---- | -------------- | ---------------------------------------------------------------------------------- | -------- | ----- | ----- | ----- | ------- | ----- |
| 1    | 7    | 독일           | 프란체스코 프리드리히 칸디 바우어 마르틴 그로트코프 토르슈텐 마르지스              | 48.54 TR | 49.01 | 48.76 | 49.54 | 3:15.85 | –     |
| 2    | 1    | 대한민국       | 원윤종 전정린 서영우 김동현                                                        | 48.65    | 49.19 | 48.89 | 49.65 | 3:16.38 | +0.53 |
| 2    | 8    | 독일           | 니코 발터 케빈 쿠스케 알렉산더 뵈디거 에리크 프랑케                                | 48.74    | 49.16 | 48.90 | 49.58 | 3:16.38 | +0.53 |
| 4    | 16   | 스위스         | 리코 피터 토마스 암라인 시몬 프리들리 미카엘 쿠오넨                                | 49.05    | 49.16 | 48.87 | 49.51 | 3:16.59 | +0.74 |
| 5    | 10   | 라트비아       | 오스카르스 멜바르디스 다우만츠 드레이슈켄스 아르비스 빌카스테 야니스 스트렝가      | 48.82    | 49.39 | 48.91 | 49.53 | 3:16.65 | +0.80 |
| 6    | 9    | 캐나다         | 저스틴 크립스 제스 럼스던 알렉산더 코팩즈 올루세이 스미스                          | 48.85    | 49.28 | 48.95 | 49.61 | 3:16.69 | +0.84 |
| 7    | 14   | 오스트리아     | 벤야민 마이어 킬리안 발리 마르쿠스 자머 다누트 몰도판                              | 49.10    | 49.21 | 49.03 | 49.56 | 3:16.90 | +1.05 |
| 8    | 6    | 독일           | 요하네스 로흐너 크리스티안 포저 크리스토퍼 베버 크리스티안 라스프                  | 48.95    | 49.26 | 49.10 | 49.80 | 3:17.11 | +1.26 |
| 9    | 13   | 미국           | 코디 배스큐 이번 웨인스토크 스티븐 랭턴 샘 맥거피                                  | 49.09    | 49.26 | 49.08 | 49.77 | 3:17.28 | +1.43 |
| 10   | 12   | 라트비아       | 오스카르스 치베르마니스 야니스 얀손스 헬비스 루시스 마티스 미크니스                | 49.18    | 49.26 | 49.34 | 49.63 | 3:17.41 | +1.56 |
| 11   | 18   | 프랑스         | 로이크 코스테르 뱅상 리카르 뱅상 카스텔 도리앙 오테르빌                            | 49.09    | 49.36 | 49.19 | 49.92 | 3:17.56 | +1.71 |
| 12   | 21   | 캐나다         | 닉 폴로니어토 캐머런 스톤스 조슈아 커크패트릭 벤 코크웰                            | 49.40    | 49.23 | 49.51 | 49.67 | 3:17.81 | +1.96 |
| 13   | 5    | 폴란드         | 마테우시 루티 아르놀트 즈데비아크 우카시 미에지크 그제고시 코사코프스키            | 49.04    | 49.59 | 49.46 | 49.80 | 3:17.89 | +2.04 |
| 14   | 3    | 스위스         | 클레멘스 브라허 알라인 크누저 마르틴 마이어 파비오 바드라운                        | 49.06    | 49.54 | 49.59 | 49.72 | 3:17.91 | +2.06 |
| 15   | 20   | 러시아 출신    | 막심 안드리아노프 알렉세이 자이체프 바실리프 콘드라텐코 루슬란 사미토프            | 49.43    | 49.39 | 49.56 | 49.56 | 3:17.94 | +2.09 |
| 16   | 11   | 캐나다         | 크리스토퍼 스프링 라셀스 브라운 브라이언 바넷 네빌 라이트                          | 49.06    | 49.54 | 49.46 | 49.86 | 3:17.96 | +2.11 |
| 17   | 17   | 영국           | 브래드 홀 닉 글리슨 조엘 피어론 그레그 캐킷                                        | 49.25    | 49.68 | 49.64 | 49.69 | 3:18.26 | +2.41 |
| 18   | 15   | 영국           | 라민 딘 벤 사이먼스 토비 올러비 앤드류 매슈스                                      | 49.44    | 49.45 | 49.66 | 49.74 | 3:18.29 | +2.44 |
| 19   | 22   | 미국           | 닉 커닝햄 하킴 압둘사부 크리스토퍼 키니 새뮤얼 미시너                              | 49.60    | 49.50 | 49.74 | 49.70 | 3:18.54 | +2.69 |
| 20   | 19   | 미국           | 저스틴 올슨 네이선 웨버 카를로 발드스 크리스토퍼 포그트                            | 49.62    | 49.71 | 49.66 | 49.56 | 3:18.55 | +2.70 |
| 21   | 2    | 체코           | 도미니크 드보르자크 야로슬라프 코프르지바 얀 신델라르시 야쿠프 노세크              | 49.07    | 49.97 | 50.05 | 빈칸  | 2:29.09 | 빈칸  |
| 22   | 24   | 오스트리아     | 마르쿠스 트라이흘 에케미니 바세이 마르쿠스 글뤼크 마르코 랑글                      | 49.73    | 49.83 | 49.68 | 빈칸  | 2:29.24 | 빈칸  |
| 23   | 23   | 브라질         | 이드송 빈질라치 이드송 히카르두 마르칭스 오지를레이 페소니 하파에우 소자 다 시우바 | 49.75    | 49.94 | 49.80 | 빈칸  | 2:29.49 | 빈칸  |
| 24   | 28   | 체코           | 얀 브르바 도미니크 수히 다비트 에기디 얀 스토클라스카                              | 49.73    | 49.81 | 50.05 | 빈칸  | 2:29.59 | 빈칸  |
| 25   | 4    | 오스트레일리아 | 루카스 마타 데이비드 마리 래클런 라이디 헤이든 스미스                              | 49.72    | 49.91 | 50.07 | 빈칸  | 2:29.70 | 빈칸  |
| 26   | 26   | 중화인민공화국 | 샤오유진 리춘좐 왕시동 시하오                                                      | 49.79    | 50.01 | 49.94 | 빈칸  | 2:29.74 | 빈칸  |
| 27   | 25   | 이탈리아       | 시모네 베르타초 로렌초 빌로티 프란체스코 코스타 시모네 폰타나                      | 49.92    | 49.94 | 50.02 | 빈칸  | 2:29.88 | 빈칸  |
| 28   | 27   | 크로아티아     | 드라젠 실리치 마테 메줄리치 베네딕트 닉팔 안토니오 젤리치                          | 50.18    | 50.64 | 50.63 | 빈칸  | 2:31.45 | 빈칸  |
| 29   | 29   | 루마니아       | 도린 알렉산드루 그리고레 플로린 체자르 크러치운 레벤테 바르타 파울셉티미우 문테안  | 50.55    | 50.79 | 50.81 | 빈칸  | 2:32.15 | 빈칸  |

## 범례
|  | 세계 신기록                  |  |                   | 아프리카 신기록 |                      | Q | 예선 통과 |
|  | 올림픽 신기록                |  | 북아메리카 신기록 | DNS             | 경기를 시작하지 않음 |   |           |
|  |                              |  | 아시아 신기록     | DNF             | 경기를 마치지 않음   |   |           |
|  | 국가 신기록                  |  | 유럽 신기록       | DSQ             | 실격                 |   |           |
|  | 개인 최고 기록 (개인 신기록) |  | 오세아니아 신기록 | WD              | 기권                 |   |           |
|  | 시즌 최고 기록 (시즌 신기록) |  | 남아메리카 신기록 | NM              | 기록 없음            |   |           |